# Fernanda Contreras
| Posities op de WTA-ranglijst Positie per einde seizoen: \| jaar \| rang enkelspel \| rang dubbelspel \| \| ---- \| -------------- \| --------------- \| \| 2019 \| 472 \| 431 \| \| 2020 \| 464 \| 452 \| \| 2021 \| 276 \| 330 \| \| 2022 \| 160 \| 116 \| |                |                 |
| jaar | rang enkelspel | rang dubbelspel |
| 2019 | 472            | 431             |
| 2020 | 464            | 452             |
| 2021 | 276            | 330             |
| 2022 | 160            | 116             |

Dit is een Spaanse naam; Contreras is de vadernaam en Gómez is de moedernaam.
Fernanda Contreras Gómez (San Luis Potosí, 8 oktober 1997) is een tennisspeelster uit Mexico. Contreras begon met tennis toen zij negen jaar oud was. Haar favoriete ondergrond is hardcourt. Zij speelt rechtshandig en heeft een enkelhandige backhand. Zij is actief in het internationale tennis sinds 2014.

## Loopbaan

### Enkelspel
Contreras debuteerde in 2014 op het ITF-toernooi van haar woonplaats Austin (VS). Zij stond in 2019 voor het eerst in een finale, op het ITF-toernooi van Cancún (Mexico) – zij verloor van de Roemeense Patricia Maria Țig. Twee maanden later veroverde Contreras haar eerste titel, op het ITF-toernooi van Cancún (Mexico), door de Britse Aleksandra Pitak te verslaan. Tot op heden(mei 2023) won zij twee ITF-titels, de andere in 2019 in Waco (VS).
In 2021 speelde Contreras voor het eerst op een WTA-hoofdtoernooi, op het toernooi van Seoel. In 2022 had zij haar grandslamdebuut op Roland Garros, waar zij als kwalificante aan het hoofdtoernooi deelnam – zij bereikte er de tweede ronde.
In september 2022 kwam zij binnen op de top 150 van de wereldranglijst.

### Dubbelspel
Contreras behaalde in het dubbelspel betere resultaten dan in het enkelspel. Zij debuteerde in 2014 op het ITF-toernooi van haar woonplaats Austin (VS), samen met de Amerikaanse Rosalia Alda – zij bereikten er meteen de halve finale. Zij stond in 2019 voor het eerst in een finale, op het ITF-toernooi van Cancún (Mexico), samen met landgenote Jessica Hinojosa Gómez – hier veroverde zij haar eerste titel, door het duo Melany Krywoj en Fernanda Labraña te verslaan. Tot op heden(mei 2023) won zij negen ITF-titels, de meest recente in 2023 in Oeiras (Portugal), samen met de Braziliaanse Ingrid Gamarra Martins.
In 2021 speelde Contreras voor het eerst op een WTA-hoofdtoernooi, op het toernooi van Monterrey, samen met landgenote Marcela Zacarías.
In juli 2022 kwam zij binnen op de top 150 van de wereldranglijst; in mei 2023 in de top 100.
Contreras stond in maart 2023 voor het eerst in een WTA-finale, op het toernooi van Monterrey, samen met de Australische Kimberly Birrell – zij verloren van het Colombiaanse koppel Yuliana Lizarazo en María Paulina Pérez García.

### Tennis in teamverband
In de periode 2018–2023 maakte Contreras deel uit van het Mexicaanse Fed Cup-team – zij vergaarde daar een winst/verlies-balans van 13–4.

## Persoonlijk
In de periode 2015–2019 studeerde Contreras aan de Vanderbilt University in Nashville. Zij studeerde af in mechanical engineering (werktuigbouwkunde). Tijdens haar universitaire tennisloopbaan behaalde zij twee records aan deze universiteit: aantal enkelspelwinsten in een seizoen (43) en aantal enkelspelwinsten tijdens de vier jaar van haar studie (136).

## Palmares
| Legenda                 |
| ----------------------- |
| Grandslamtoernooi       |
| Olympische Spelen       |
| Year-End Championships  |
| Premier Mandatory       |
| Premier Five / WTA 1000 |
| Premier / WTA 500       |
| International / WTA 250 |
| Challenger / WTA 125    |

### WTA-finaleplaatsen enkelspel
geen

### WTA-finaleplaatsen vrouwendubbelspel
| nr.              | finale     | toernooi      | ondergrond | partner          | tegenstandsters                             | score            |         |
| ---------------- | ---------- | ------------- | ---------- | ---------------- | ------------------------------------------- | ---------------- | ------- |
| gewonnen finales |            |               |            |                  |                                             |                  |         |
| geen             |            |               |            |                  |                                             |                  |         |
| verloren finales |            |               |            |                  |                                             |                  |         |
| 1.               | 2023-03-05 | WTA Monterrey | hardcourt  | Kimberly Birrell | Yuliana Lizarazo María Paulina Pérez García | 3-6, 7-5, [5-10] | details |

### Gewonnen ITF-toernooien enkelspel
| nr. | finale     | toernooi | dotatie | ondergrond | tegenstandster in finale | score         |
| --- | ---------- | -------- | ------- | ---------- | ------------------------ | ------------- |
| 1.  | 2019-08-25 | Cancún   | $15.000 | hardcourt  | Aleksandra Pitak         | 6-3, 6-3      |
| 2.  | 2019-10-20 | Waco     | $25.000 | hardcourt  | Leylah Fernandez         | 6-3, 2-6, 6-1 |

## Resultaten grandslamtoernooien
| Legenda | Legenda                          |
| ------- | -------------------------------- |
| g.t.    | geen toernooi gehouden           |
| l.c.    | lagere categorie                 |
| –       | niet deelgenomen                 |
| G       | uitgeschakeld in de groepsfase   |
| 1R      | uitgeschakeld in de eerste ronde |
| 2R      | uitgeschakeld in de tweede ronde |
| 3R      | uitgeschakeld in de derde ronde  |
| 4R      | uitgeschakeld in de vierde ronde |
| KF      | uitgeschakeld in de kwartfinale  |
| HF      | uitgeschakeld in de halve finale |
| F       | de finale verloren               |
| W       | het toernooi gewonnen            |
| w-v     | winst/verlies-balans             |

### Enkelspel
| toernooi        | 2022 |
| --------------- | ---- |
| Australian Open | –    |
| Roland Garros   | 2R   |
| Wimbledon       | 1R   |
| US Open         | 1R   |